# 緑野郡
- 令制国一覧 > 東山道 > 上野国 > 緑野郡
- 日本 > 関東地方 > 群馬県 > 緑野郡

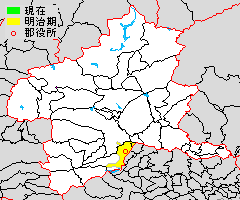
群馬県緑野郡の範囲

緑野郡（みどのぐん）は群馬県（上野国）にあった郡。

## 郡域
1878年（明治11年）に行政区画として発足した当時の郡域は、現在の行政区画では概ね以下の区域に相当する。
- 高崎市の一部（阿久津町、根小屋町、木部町、山名町、新町および城山町一・二丁目の一部）
- 藤岡市の大部分（大字上日野、下日野、譲原、保美濃山、坂原を除く）

## 歴史
- 和銅4年（711年）3月6日 - 一部の郡域から多胡郡が設置された（『続日本紀』巻5「三月辛亥割上野國（中略）片岡郡（中略）別置多胡郡」）

### 近代以降の沿革
- 「旧高旧領取調帳」に記載されている明治初年時点での支配は以下の通り。●は村内に寺社領が存在。幕府領は関東在方掛の岩鼻陣屋が管轄。（3町42村）

| 知行         | 知行               | 村数     | 村名 |
| ------------ | ------------------ | -------- | --- |
| 幕府領       | 幕府領             | 3町 32村 | 鮎川村、●矢場村、神田村、牛田村、鬼石村、本動堂村、中栗須村、落合新町、笛木新町、阿久津村、篠塚村、本郷村、●三波川村、立石村、立石新田、中大塚村、●浄法寺村、上大塚村、中島村、●藤岡町、●東平井村、高山村、下戸塚村、上戸塚村、根岸村、川除村、保美村、上栗須村、下栗須村、下大塚村、中村、●上落合村、三ツ木村、緑野村、森新田 |
| 幕府領       | 幕府領・旗本領     | 2村      | 小林村、●森村 |
| 藩領         | 上野吉井藩         | 2村      | ●木部村、金井村 |
| 藩領         | 上野高崎藩         | 1村      | 根小屋村 |
| 藩領         | 吉井藩・下野佐野藩 | 1村      | ●白石村 |
| 幕府領・藩領 | 幕府領・下野佐野藩 | 3村      | 三本木村、岡之郷村、●西平井村 |
| 幕府領・藩領 | 幕府領・高崎藩     | 1村      | 山名村 |

- 慶応4年6月17日（1868年8月5日） - 新政府が岩鼻陣屋に岩鼻県を設置。幕府領・旗本領を管轄。
- 明治2年12月26日（1870年1月27日） - 吉井藩が廃藩。管轄区域が岩鼻県の管轄となる。
- 明治4年
  - 7月14日（1871年8月29日） - 廃藩置県により、藩領が高崎県、佐野県の管轄となる。
  - 10月28日（1871年12月10日） - 第1次府県統合により、全域が群馬県（第1次）の管轄となる。
- 明治6年（1873年）6月15日 - 熊谷県の管轄となる。
- 明治7年（1874年） - 鬼石村が鬼石町に改称。（4町41村）
- 明治8年（1875年） - 落合新町・笛木新町が合併して新町駅となる。（2町1駅41村）
- 明治9年（1876年）8月21日 - 第2次府県統合により、熊谷県が武蔵国の管轄地域を埼玉県に合併して群馬県（第2次）に改称。当郡域は群馬県の管轄となる。
- 明治11年（1878年）12月7日 - 郡区町村編制法の群馬県での施行により、行政区画としての緑野郡が発足。「緑野多胡南甘楽郡役所」が藤岡町に設置され、多胡郡・南甘楽郡とともに管轄。

### 町村制以降の沿革

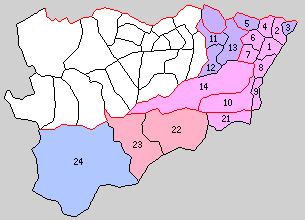
1.藤岡町 2.神流村 3.新町 4.小野村 5.八幡村 6.美土里村 7.平井村 8.美九里村 9.鬼石町 10.三波川村（紫：高崎市 桃：藤岡市 11 - 14は多胡郡 21 - 24は南甘楽郡）

- 明治22年（1889年）4月1日 - 町村制の施行により、以下の町村が発足。特記以外は全域が現・藤岡市。（3町7村）
  - 藤岡町 ← 藤岡町、小林村
  - 神流村 ← 岡之郷村、下栗須村、下戸塚村、上戸塚村
  - 新町（新町駅が単独町制。現・高崎市）
  - 小野村 ← 中村、森村、森新田、上栗須村、中栗須村、立石村、立石新田、中島村
  - 八幡村 ← 阿久津村、根小屋村、木部村、山名村（現・高崎市）
  - 美土里村 ← 上大塚村、中大塚村、下大塚村、本動堂村、上落合村、篠塚村
  - 平井村 ← 鮎川村、東平井村、西平井村、緑野村、三ツ木村、白石村
  - 美九里村 ← 神田村、矢場村、保美村、三本木村、高山村、本郷村、牛田村、川除村、根岸村
  - 鬼石町 ← 鬼石町、浄法寺村
  - 三波川村（単独村制）
  - 金井村が多胡郡日野村の一部となる。
- 明治29年（1896年）4月1日 - 「緑野多胡南甘楽郡役所」の管轄区域をもって多野郡が発足。同日緑野郡廃止。

## 行政
緑野・多胡・南甘楽郡長
| 代 | 氏名 | 就任年月日                | 退任年月日                | 備考                                     |
| -- | ---- | ------------------------- | ------------------------- | ---------------------------------------- |
| 1  |      | 明治11年（1878年）12月7日 |                           |                                          |
|    |      |                           | 明治29年（1896年）3月31日 | 多胡郡・南甘楽郡との合併により緑野郡廃止 |